# Dactylogyrus
Dactylogyrus ist eine homoxene Plattwurm-Gattung aus der Klasse der Hakensaugwürmer (Monogenea), Unterklasse Kiemenwürmer. Dactylogyrus ist ein Ektoparasit (äußerer Parasit) und befällt überwiegend die Kiemen von Fischen. Hier lebt er schmarotzend von Schleim und Blutpartikeln der Kiemen. Ein Kiemenwurmbefall wird auch als Dactylogyrose bezeichnet.

## Merkmale
Charakteristisches Merkmal sind die am hinteren Ende gelegenen Halteapparate aus einer komplexen Konstruktion (Opisthaptor) verschiedener Haken, Zähne und Klammern. Mittels dieser Halteapparate ist es den Tieren möglich, sich in der Haut oder den Kiemen seines Wirtes zu verankern. Am vorderen Ende des Kopfes von Dactylogyrus befindet sich das vierzipfelige Ende mit einer Mundöffnung, durch die er seine Nahrung bestehend aus Kiemen oder Blutpartikeln aufnimmt. Bei Gyrodactylus, einer verwandten Gattung von Dactylogyrus, ist dieses Ende zweizipfelig. Unter dem Mikroskop kann man Dactylogyrus gut an seinen Vieraugenpaaren erkennen. Gyrodactylus fehlen diese Augenpaare.
Dactylogyrus-Würmer sind eierlegende Parasiten und können je nach Art bis zu 2,3 mm groß werden. In der Regel erreichen die meisten Arten eine Größe von etwa 0,5 mm bis 1,0 Millimetern. Mit zurzeit etwa 970 beschriebenen Arten gilt Dactylogyrus als eine der größten Gattungen unter den Vielzellern. Die am häufigsten bei einheimischen Fischen auftretende Art ist Dactylogyrus vastator, der vornehmlich Karpfenartige befällt wie den Koi.
Nach Beendigung der Eiablage sterben adulte Würmer ab, deren abgelegte Eier sinken zu Boden und nach maximal 10 Tagen schlüpfen aus diesen Eiern schwimmfähige Wimperlarven die innerhalb von 24 Stunden einen neuen Wirt finden müssen. Larven die nach 24 Stunden keinen Wirt gefunden haben sterben ab. Adulte Tiere verenden nach ca. 2 bis 14 Tagen ohne Wirt je nach Art.

## Infektion
Dactylogyrus-Würmer werden durch Wasserpflanzen, auf denen Eier liegen, oder neuen Fischbesatz in den Altbestand übertragen. Wildfänge sind so gut wie immer mit Kiemenwürmern behaftet. Bei Aquarienfischen finden sich vorwiegend Kiemenwürmer der Art Monocoelium und Gyrodactylus. Dactylogyrus darf man fast als Dauergast bei Fischen betrachten, wobei einige Fische sogar eine regelrechte Resistenz gegen die verschiedensten Parasiten bilden und der Kiemenwurm hier so gut wie keine Schädigungen hervorruft. Erst durch schwächende Faktoren, die stressauslösend wirken, kommt es zu einem Massenauftreten. Stressfaktoren sind verschlechterte Wasserparameter, ein Mangel oder Überangebot an Sauerstoff, zu hoher Gehalt an Ammonium, Nitrit oder Kohlendioxid sowie ungünstige pH-Werte, falsche Wassertemperatur, fehlende Versteckmöglichkeiten, falsche Artenwahl oder zu starke Strömung. Unbehandelt endet ein Massenauftreten von Dactylogyrus immer tödlich. Schlechte Haltungsbedingungen und verminderte Hygiene gelten als Hauptursache, die einen Ausbruch von Dactylogyrus begünstigen.

## Symptome
Bei Dactylogyrus-Befall sind die Kiemen verändert. Neben Zerstörungen besonders an der Spitze der Kiemenblättchen fallen starke Wucherungen auf, die oft fadenförmig vorstehen. Im fortgeschrittenen Stadium verendet der Wirt durch seine zerstörten Kiemen an Sauerstoffmangel. Dieser Kiemenwurm lässt sich bereits bei geringer Vergrößerung unter einem Mikroskop gut erkennen.
Typische Krankheitszeichen bei befallenen Fischen sind:

### Äußere Erkennungsmerkmale
- ausgedehnte Hauttrübungen
- fetzenartige Schleimhautablösungen
- Dunkelfärbung
- Kiemen stark rosa gefärbt
- Kiemen verfärben sich von gelblich-rot bis hin zu weiß-gelb
- Kiemen werden blass
- Abstehende Kiemendeckel
- ein Kiemendeckel bleibt geschlossen
- Hornhauttrübungen des Auges
- begrenzt, gerötete Stellen

### Verhalten
- Würgebewegungen
- Fische scheuern sich an Gegenständen
- schreckhafter als üblich
- Absondern und versteckt bleiben
- Apathie
- Fressunlust oder Verweigerung
- Fisch liegt auf dem Boden
- Fisch schnappt nach Sauerstoff an der Oberfläche
- Kachexie
- Flossenklemmen, dadurch Taumeln
- heftiges, schwerfälliges Atmen
- „Schießen“ durchs Wasser

### Innere Merkmale
- Kiemenblättchen verschleimen

## Behandlung
Von einer Erhöhung der Wassertemperatur ist bei Befall mit Dactylogyrus abzuraten, da die Fische bereits Schwierigkeiten haben Sauerstoff aufzunehmen und diese Prozedur bei höheren Temperaturen noch erschwert wird.
Befallene Fische können in einem Trypaflavin Dauerbad behandelt werden. Ein Befall mit Dactylogyrus kann ebenso mit dem Antihelminthikum Levamisol (z. B. Concurat®, Citarin®, Ripercol®) in Form einer Badelösung oder durch Verfütterung von mit dem Medikament versehenen Lebendfutter behandelt werden. Levamisol hat eine direkte cholinerge Wirkung, in höheren Dosen zusätzlich eine hemmende Wirkung auf Acetylcholinesterase und führt zu einer spastischen Lähmung des Parasiten. Weiterhin besitzt der Wirkstoff beim Wirt immunstimulierende Eigenschaften. Bei offenen Verletzungen sollte Levamisol nicht zum Einsatz kommen da durch glucosehaltige Medikamente eine massive Bakterienblüte auftritt, die dann offene Wunden infizieren und z. B. eine infektiöse Bauchwassersucht verursachen.

## Arten
- Dactylogyrus alatus, Linstow
- Dactylogyrus amphibothrium, Wagener
- Dactylogyrus anchoratus, Dujardin
- Dactylogyrus auriculatus, Nordmann
- Dactylogyrus baueri,
- Dactylogyrus cordus, Nybelin
- Dactylogyrus cornu, Linstow
- Dactylogyrus crassus, Kulwiec
- Dactylogyrus crucifer, Wagener
- Dactylogyrus difformis, Wagener
- Dactylogyros dulkeiti,
- Dactylogyrus falcatus, Wedl
- Dactylogyrus fallax, Wagener
- Dactylogyrus formosus, Kulwiec
- Dactylogyrus fraternus, Wegener
- Dactylogyrus hamatus,
- Dactylogyrus intermedius, Wegener
- Dactylogyrus macracanthus, Wegener
- Dactylogyrus minor, Wagener
- Dactylogyrus minutus, Kulwiec
- Dactylogyrus nanus, Dogiel et Bychowsky
- Dactylogyrus parvus, Wegener
- Dactylogyrus ramulosus, Malewitzkaja
- Dactylogyrus similis, Wegener
- Dactylogyrus solidus, Achmerow
- Dactylogyrus sphyrna, Linstow
- Dactylogyrus tuba, Linstow
- Dactylogyrus vastator, Nybelin, (häufigster Vertreter seiner Art)
- Dactylogyrus wegeneri, Kulwiec